# Ionel Ganea
Ionel Ganea (Făgăraş, Rumania, 10 de agosto de 1973) es un exfutbolista y actual entrenador rumano. Jugaba de delantero, y entre otros equipos defendió al VfB Stuttgart de la Bundesliga y a la selección rumana. Actualmente entrena al FC Voluntari de la Liga 1 rumana.

## Selección nacional
Fue internacional con la Selección de fútbol de Rumania en 45 partidos, marcando 19 goles.

## Clubes
| Club                         | País       | Año       |
| ---------------------------- | ---------- | --------- |
| FC Braşov                    | Rumania    | 1994-1996 |
| Universitatea Craiova        | Rumania    | 1996-1998 |
| Gloria Bistriţa              | Turquía    | 1998-1999 |
| FC Rapid Bucureşti           | Rumanía    | 1999-     |
| VfB Stuttgart                | Alemania   | 1999-2003 |
| Bursaspor                    | Turquía    | 2003      |
| Wolverhampton Wanderers F.C. | Inglaterra | 2003-2006 |
| Dinamo de Bucarest           | Rumania    | 2006      |
| Rapid Bucarest               | Rumania    | 2007      |
| FC Timişoara                 | Rumania    | 2007-2008 |